# وستون (ویرجینیای غربی)
وستون(به انگلیسی: Weston) شهری در ایالت ویرجینیای غربی کشور ایالات متحده آمریکا است که جمعیت آن در سرشماری سال ۲۰۱۰ میلادی، ۴٬۱۱۰ نفر بوده‌است.

## نگارخانه

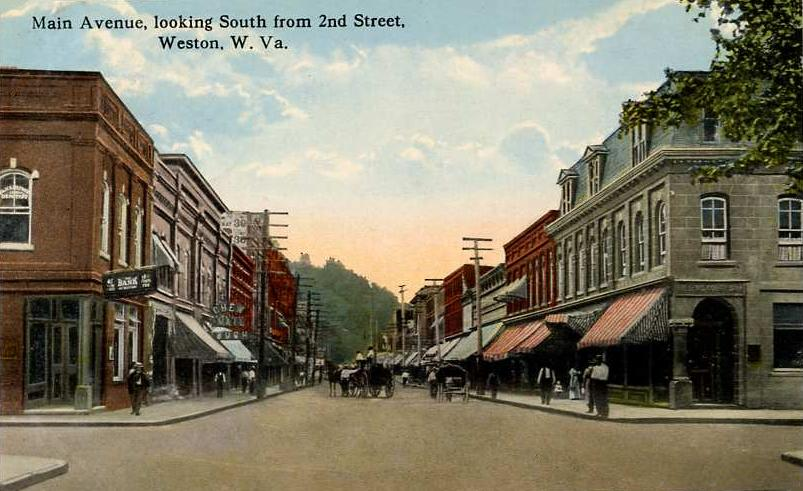
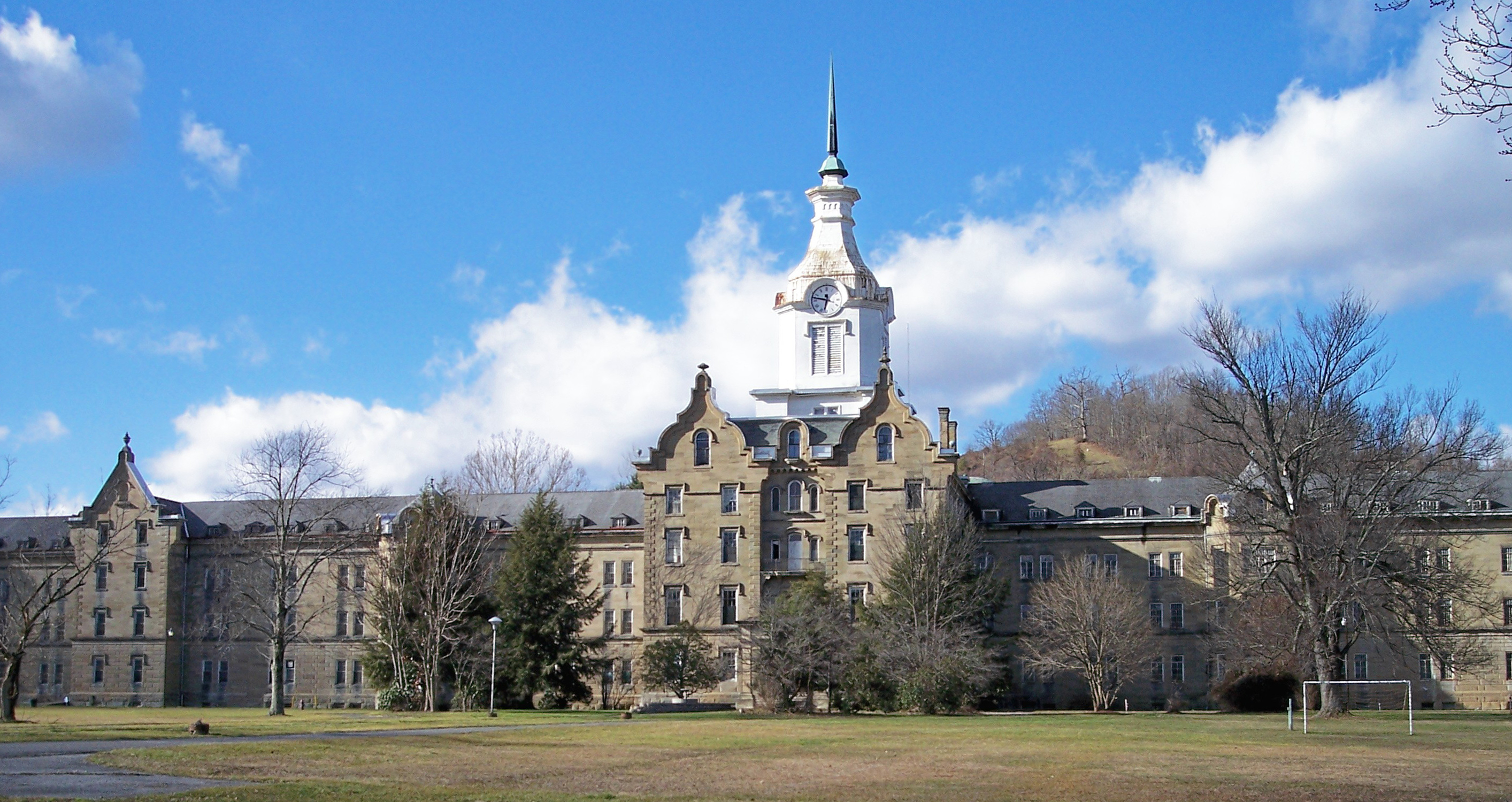
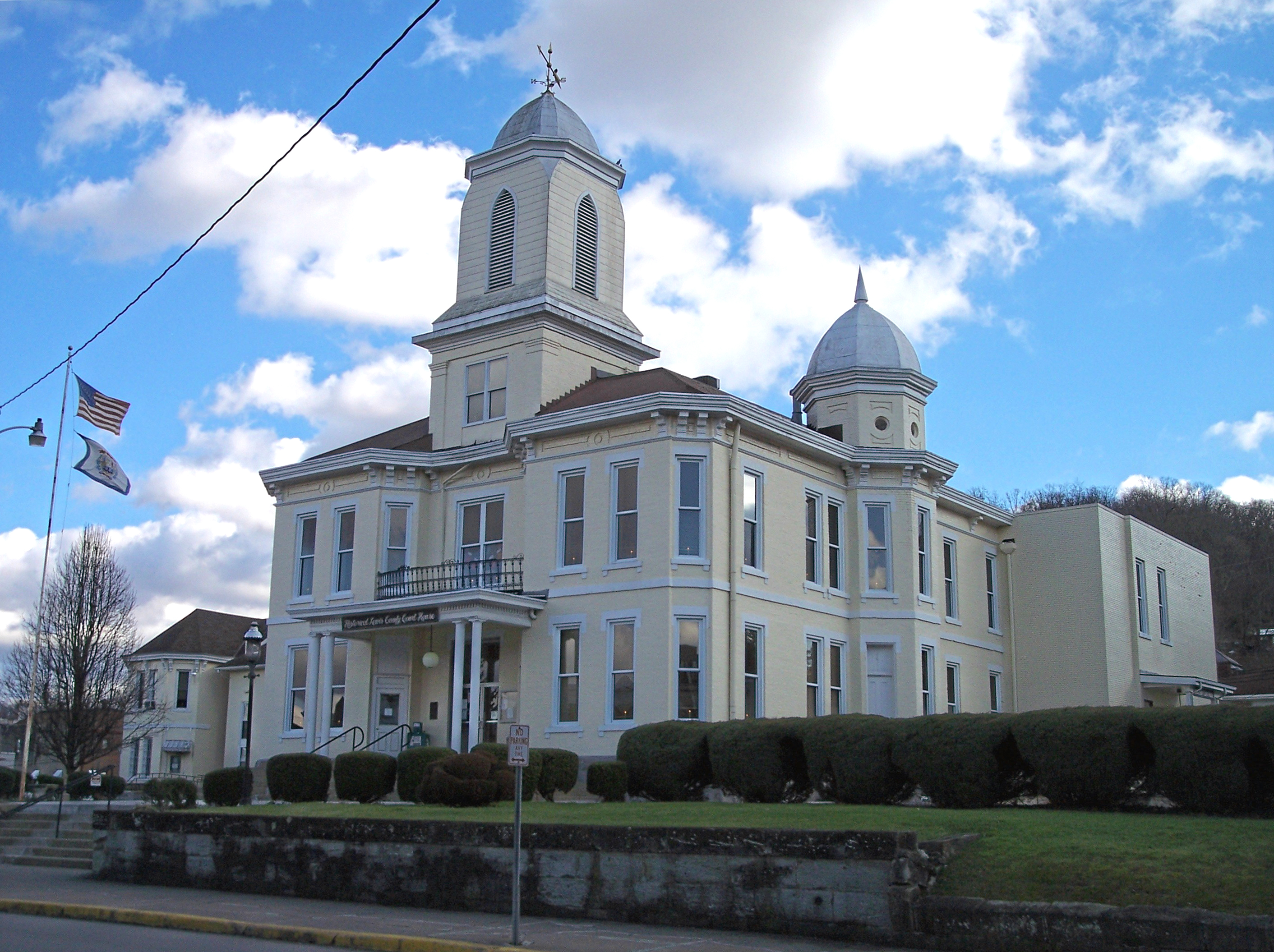

## موقعیت جغرافیایی
موقعیت جغرافیایی شهرها و مناطق اطراف به شرح زیر است: